# Federación Argentina de Trabajadores de Luz y Fuerza
La Federación Argentina de Trabajadores de Luz y Fuerza (FATLyF), es la federación que agrupa a los sindicatos del sector de la energía eléctrica en la Argentina. Fundada en 1948, agrupa a sindicatos organizados por rama de industria, mayoritariamente por ciudad, el primero de los cuales fue el Sindicato de Luz y Fuerza de Tucumán, creado en 1919. Integra el grupo de sindicatos más poderosos del movimiento obrero argentino. El sindicato gestiona la Obra Social de la Federación Argentina de Trabajadores de Luz y Fuerza (OSFATLYF), entidad encargada del servicio de salud de los trabajadores del sector y sus familias.

## Historia
En 1919 se creó en la ciudad de San Miguel de Tucumán, el primer sindicato argentino del sector de la energía eléctrica con el nombre de Sindicato de Luz y Fuerza. Desde entonces todos los sindicatos del sector adoptarán ese nombre. En las dos décadas siguientes se fundaron dos sindicatos: Rosario en 1928 y Luján en 1934. En 1943 se fundaron siete sindicatos: Río Cuarto, Mar del Plata, Baradero, Corrientes, Capital Federal, Mendoza y Las Flores. En 1944 se fundaron seis sindicatos: Salta, Córdoba, Villa María, Bahía Blanca, Pergamino y Mercedes. En 1945 se crearon dos sindicatos: Entre Ríos y Jujuy. En 1946 se crearon dos sindicatos: Chaco y Santa Fe. En 1947 se crearon siete sindicatos: Azul, Olavarría, Río Negro y Neuquén, Venado Tuerto, Lincoln, Punta Alta y Rafaela. En 1948 se crea el Sindicato Luz y Fuerza de Rufino y la Federación Argentina de Trabajadores de Luz y Fuerza.
En 1949 se funda el Sindicato de Luz y fuerza de Tres Arroyos.

## Dirigentes históricos
Algunos de sus dirigentes históricos fueron Juan José Taccone, Agustín Tosco y Oscar Smith, este último detenido-desaparecido en 1977, durante la última dictadura cívico-militar.